# Devontae Cacok
Devontae Calvin Cacok, né le 8 octobre 1996 à Chicago dans l'Illinois, est un joueur américain de basket-ball mesurant 2,01 m et évoluant au poste de pivot.

## Biographie

### Carrière universitaire
En octobre 2015, il entre à l'université de Caroline du Nord à Wilmington en provenance du lycée 	Alpharetta à Alpharetta,en Géorgie. Entre 2015 et 2019, il joue pour les Seahawks d'UNC Wilmington (en).
En 2015-2016, pour sa première année à UNC Wilmington, Cacok est remplaçant avec une moyenne de 3,3 points par match.
En deuxième année, titularisé dès le début de la saison, il quadruple ses moyennes avec 12,2 points et 9,8 rebonds par match et domine le pays avec une réussite aux tirs de 80,0%. Il atteint ce pourcentage extrêmement élevé, le plus élevé de tous les temps, en tirant principalement à une distance d'environ deux pieds du panier et en ne réalisant qu'un seul tir à distance avec l'équipe qui termine la saison avec un bilan de 29 victoires et 6 défaites. Il a également réalisé 40 contres et est le co-meilleur joueur en termes de double-double avec 11 sur la saison. Il est nommé défenseur de l'année de la Colonial Athletic Association et dans le troisième meilleur cinq majeur de la CAA.
Après la saison 2016-2017, UNC Wilmington perd quatre titulaires et son entraîneur Kevin Keatts. Le nouvel entraîneur, C. B. McGrath, cherche à développer son jeu en général. En février 2018, lors d'une victoire 87 à 63 contre Elon, Cacok marque 17 points et prend 21 rebonds. Le match suivant, lors de la défaite 88 à 64 contre Charleston, il marque 29 points et prend 17 rebonds. Ces deux performances lui valent le titre de joueur de la semaine par CBS Sports. Pour sa troisième année, Cacok est le meilleur rebondeur de la NCAA avec 13,5 prises par match. Il termine 8e de la CAA avec 17 points par match et troisième à la réussite aux tirs avec 58,8%. Cacok est le joueur de la conférence avec le plus de double-double (22) et le second meilleur joueur dans tout le pays. Il est nommé dans le meilleur cinq majeur de la CAA. La North Carolina Collegiate Sports Information Association nomme Cacok dans le meilleur cinq majeur de tous les États.
Entrant dans sa saison sénior, Cacok est nommé dans la Preseason First Team All-CAA.

### Carrière professionnelle
Le 20 juin 2019, il n'est pas sélectionné lors de la draft 2019 de la NBA.
Le 9 juillet 2019, il signe aux Lakers de Los Angeles avec qui il participe aux NBA Summer League de Las Vegas et de Sacramento où il a des moyennes de 12 points et 8,5 rebonds en 21,4 minutes sur huit matches.
Le 11 décembre 2019, après avoir joué 12 rencontres en G-League avec les Lakers de South Bay, il signe un contrat two-way de deux saisons avec les Lakers de Los Angeles.
Le 18 octobre 2021, il signe un contrat two-way en faveur des Spurs de San Antonio. Son contrat est converti en contrat standard début mars 2022.

## Statistiques

### Universitaires
| Saison    | Équipe              | Matchs | Titul. | Min./m | % Tir | % 3pts | % LF | Rbds/m. | Pass/m. | Int/m. | Ctr/m. | Pts/m. |
| --------- | ------------------- | ------ | ------ | ------ | ----- | ------ | ---- | ------- | ------- | ------ | ------ | ------ |
| 2015-2016 | UNC Wilmington (en) | 29     | 4      | 9,1    | 65,2  | 0,0    | 40,7 | 2,86    | 0,07    | 0,38   | 0,24   | 3,34   |
| 2016-2017 | UNC Wilmington      | 35     | 34     | 25,9   | 80,0  | 0,0    | 58,9 | 9,80    | 0,43    | 1,06   | 1,26   | 12,31  |
| 2017-2018 | UNC Wilmington      | 32     | 29     | 29,4   | 58,5  | 0,0    | 61,2 | 13,47   | 0,88    | 1,03   | 0,56   | 17,66  |
| 2018-2019 | UNC Wilmington      | 33     | 31     | 28,8   | 58,8  | 50,0   | 60,0 | 12,27   | 0,64    | 0,94   | 0,67   | 15,15  |
| Total     |                     | 129    | 98     | 23,8   | 63,9  | 50,0   | 59,2 | 9,78    | 0,51    | 0,87   | 0,71   | 12,35  |

### Professionnelles

#### Saison régulière NBA
| Saison    | Équipe      | Matchs | Titul. | Min./m | % Tir | % 3pts | % LF | Rbds/m. | Pass/m. | Int/m. | Ctr/m. | Pts/m. |
| --------- | ----------- | ------ | ------ | ------ | ----- | ------ | ---- | ------- | ------- | ------ | ------ | ------ |
| 2019-2020 | L.A. Lakers | 1      | 0      | 8,9    | 50,0  | 0,0    | 0,0  | 5,00    | 1,00    | 0,00   | 0,00   | 6,00   |
| 2020-2021 | L.A. Lakers | 20     | 1      | 4,9    | 58,6  | 0,0    | 45,5 | 1,60    | 0,05    | 0,25   | 0,20   | 1,95   |
| 2021-2022 | San Antonio | 15     | 0      | 8,1    | 67,7  | 0,0    | 57,1 | 2,80    | 0,40    | 0,53   | 0,47   | 3,07   |
| Carrière  | Carrière    | 36     | 1      | 6,3    | 62,1  | 0,0    | 50,0 | 2,19    | 0,22    | 0,36   | 0,31   | 2,53   |

## Palmarès

### Distinctions personnelles
- Meilleur rebondeur de NCAA (2018)
- Défenseur de l'année de la CAA (2017)
- 2× First-team All-CAA (2018, 2019)